# Campionati del mondo di atletica leggera 2015 - Staffetta 4×400 metri femminile
La gara della staffetta 4×400 metri femminile si è svolta il 29 e il 30 agosto 2015.

## Podio
| Pos.    | Nazione | Tempo   |
| ------- | --- | ------- |
| Oro     | Giamaica Christine Day, Shericka Jackson, Stephenie Ann McPherson, Novlene Williams-Mills, Anastasia Le-Roy, Chrisann Gordon | 3'19"13 |
| Argento | Stati Uniti Sanya Richards-Ross, Natasha Hastings, Allyson Felix, Francena McCorory, Phyllis Francis, Jessica Beard          | 3'19"44 |
| Bronzo  | Gran Bretagna Christine Ohuruogu, Anyika Onuora, Eilidh Child, Seren Bundy-Davies, Kirsten Mcaslan                           | 3'23"62 |

## Situazione pre-gara

### Record
Prima di questa competizione, il record del mondo (WR) e il record dei campionati (CR) erano i seguenti.
| Record                | Prestazione | Atleta                                                                                    | Data                               | Competizione                |
| --------------------- | ----------- | ----------------------------------------------------------------------------------------- | ---------------------------------- | --------------------------- |
| Record mondiale       | 3'15"17     | Unione Sovietica Tat'jana Ledovskaja, Ol'ga Nazarova, Marija Kulčunova, Ol'ha Bryzhina    | 1 ottobre 1988 Seul, Corea del Sud | Giochi della XXIV Olimpiade |
| Record dei campionati | 3'16"71     | Stati Uniti Gwen Torrence, Maicel Malone-Wallace, Natasha Kaiser-Brown, Jearl Miles Clark | 22 agosto 1993 Stoccarda, Germania | Campionati del mondo 1993   |

### Campioni in carica
I campioni in carica, a livello mondiale e olimpico, erano:
| Campione | Atleta | Prestazione | Data                               | Competizione               |
| -------- | --- | ----------- | ---------------------------------- | -------------------------- |
| Olimpico | Stati Uniti DeeDee Trotter, Allyson Felix, Francena McCorory, Sanya Richards-Ross, Keshia Baker, Diamond Dixon | 3'16"87     | 11 agosto 2012 Londra, Regno Unito | Giochi della XXX Olimpiade |
| Mondiale | Russia Julija Guščina, Tat'jana Firova, Ksenija Ryžova, Antonina Krivošapka, Natal'ja Antjuch                  | 3'20"19     | 17 agosto 2013 Mosca, Russia       | Campionati del mondo 2013  |

### La stagione
Prima di questa gara, gli atleti con le migliori tre prestazioni dell'anno erano:
| Pos. | Atleta      | Prestazione | Data                            |
| ---- | ----------- | ----------- | ------------------------------- |
| 1    | Stati Uniti | 3'19"39     | 3 maggio 2015 Nassau, Bahamas   |
| 2    | Giamaica    | 3'22"49     | 3 maggio 2015 Nassau, Bahamas   |
| 3    | Russia      | 3'24"98     | 3 maggio 2015 Čeboksary, Russia |

## Risultati

### Batterie
Qualificazione: i primi tre di ogni serie (Q) e i due tempi migliori tra gli esclusi (q) si qualificano alle finali.
| Pos. | Batteria | Nazione       | Atleti                                                                            | Tempo   | Note                                     |
| ---- | -------- | ------------- | --------------------------------------------------------------------------------- | ------- | ---------------------------------------- |
| 1    | 2        | Stati Uniti   | Phyllis Francis, Jessica Beard, Sanya Richards-Ross, Francena McCorory            | 3:23.05 | Q                                        |
| 2    | 1        | Nigeria       | Regina George, Funke Oladoye, Tosin Adeloye, Patience Okon George                 | 3:23.27 | Q,                                       |
| 3    | 1        | Giamaica      | Anastasia Le-Roy, Shericka Jackson, Chrisann Gordon, Christine Day                | 3:23.62 | Q                                        |
| 4    | 1        | Russia        | Mariya Mikhailyuk, Ksenia Zadorina, Ekaterina Renzhina, Kseniya Aksyonova         | 3:23.75 | Q,                                       |
| 5    | 2        | Gran Bretagna | Anyika Onuora, Eilidh Child, Seren Bundy-Davies, Kirsten Mcaslan                  | 3:23.90 | Q,                                       |
| 6    | 2        | Francia       | Estelle Perrossier, Marie Gayot, Agnès Raharolahy, Floria Guei                    | 3:24.86 | Q,                                       |
| 7    | 2        | Ucraina       | Iuliia Olishevska, Olha Zemlyak, Olha Bibik, Olha Lyakhova                        | 3:26.01 | q,                                       |
| 8    | 1        | Canada        | Carline Muir, Aiyanna Stiverne, Sage Watson, Nicole Sassine                       | 3:26.14 | q,                                       |
| 9    | 2        | Italia        | Maria Benedicta Chigbolu, Elena Maria Bonfanti, Ayomide Folorunso, Chiara Bazzoni | 3:27.07 | Miglior prestazione personale stagionale |
| 10   | 2        | Bahamas       | Lanece Clarke, Christine Amertil, Katrina Seymour, Shaunae Miller                 | 3:28.46 | Record nazionale                         |
| 11   | 1        | Romania       | Andreea Greecu, Anamaria Ionita, Sanda Belgyan, Bianca Razor                      | 3:28.60 | Miglior prestazione personale stagionale |
| 12   | 1        | Australia     | Anneliese Rubie, Jessica Gulli, Lauren Wells, Morgan Mitchell                     | 3:28.61 | Miglior prestazione personale stagionale |
| 13   | 2        | Giappone      | Seika Aoyama, Kana Ichikawa, Asami Chiba, Sayaka Aoki                             | 3:28.91 | Record nazionale                         |
| 14   | 2        | India         | Jisna Mathew, Tintu Luka, Debasree Majumdar, M. R. Poovamma                       | 3:29.08 | Miglior prestazione personale stagionale |
| 15   | 1        | Polonia       | Malgorzata Holub, Patrycja Wyciszkiewicz, Joanna Linkiewicz, Justyna Święty       | 3:32.83 |                                          |
| 16   | 1        | Cina          | Guifen Huang, Huan Wang, Xue Li, Chong Cheng                                      | 3:34.98 |                                          |

### Finale
| Pos. | Nazione       | Atleti                                                                           | Tempo   | Note                                     |
| ---- | ------------- | -------------------------------------------------------------------------------- | ------- | ---------------------------------------- |
|      | Giamaica      | Christine Day, Shericka Jackson, Stephenie Ann McPherson, Novlene Williams-Mills | 3:19.13 | Miglior prestazione mondiale stagionale  |
|      | Stati Uniti   | Sanya Richards-Ross, Natasha Hastings, Allyson Felix, Francena McCorory          | 3:19.44 |                                          |
|      | Gran Bretagna | Christine Ohuruogu, Anyika Onuora, Eilidh Child, Seren Bundy-Davies              | 3:23.62 | Miglior prestazione personale stagionale |
| 4    | Russia        | Nadezhda Kotlyarova, Ksenia Zadorina, Ksenija Ryžova, Kseniya Aksyonova          | 3:24.84 |                                          |
| 5    | Nigeria       | Regina George, Funke Oladoye, Tosin Adeloye, Patience Okon George                | 3:25.11 |                                          |
| 6    | Ucraina       | Olha Zemlyak, Nataliia Lupu, Nataliia Pygyda, Olha Lyakhova                      | 3:25.94 | Miglior prestazione personale stagionale |
| 7    | Francia       | Estelle Perrossier, Marie Gayot, Agnès Raharolahy, Floria Guei                   | 3:26.45 |                                          |
| 8    | Canada        | Carline Muir, Aiyanna Stiverne, Sage Watson, Audrey Jean-Baptiste                | 3:27.69 |                                          |